# Canal deferent
Canalul deferent (plural: canale deferente) este un organ ce face parte din aparatul genital masculin, dar fiind prezent la majoritatea vertebratelor. Acest canal transportă sperma de la epididim către canalul ejaculator, pregătind ejacularea.